# Eisenbahnstrecken der Österreichischen Bundesbahnen
Die Eisenbahnstrecken der Österreichischen Bundesbahnen (ÖBB) sind im „Verzeichnis der örtlich zulässigen Geschwindigkeiten und Besonderheiten“ („VzG“) und in den „Streckenlisten“ der ÖBB zu finden. Der Zuschnitt der Strecken nach dem VzG und der Streckenlisten weicht teilweise von historischen Streckenzuschnitten (vgl. Liste der Eisenbahnstrecken in Österreich) ab. Grundlage für die betrieblichen Unterlagen bildet der in diesem Artikel behandelte Streckenzuschnitt nach dem VzG und der Streckenlisten.

## System der Streckennummern
| Streckennummer      | Streckennummer                     | Streckennummer                     | Strecke  | Streckenabschnitt            |
| ------------------- | ---------------------------------- | ---------------------------------- | -------- | ---------------------------- |
| 1                   | 01                                 | 01                                 | Westbahn | Wien Westbf – St. Pölten Hbf |
| Vorsatznummer (1–4) | eigentliche Streckennummer (01–99) | Nummer des Unterabschnitts (01–09) |          |                              |

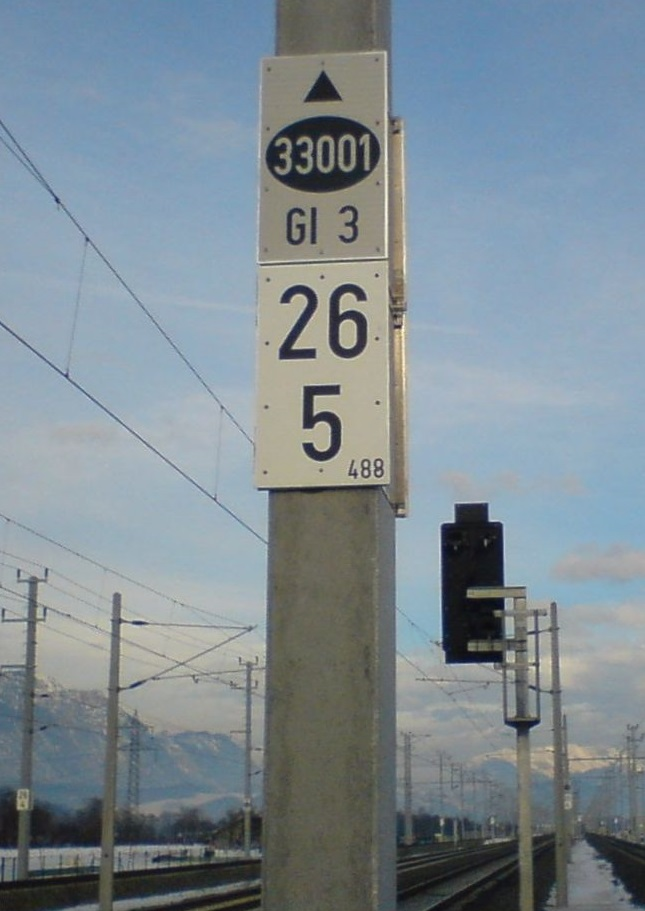
Gleiskennzeichnung und Kilometrierung der Unterinntalbahn

Die Vorsatznummern ergaben sich aus der Umstellung des früheren Systems auf das EDV-System. Früher hatte jede der vier Bundesbahndirektionen (Wien, Linz, Innsbruck und Villach) gesonderte, zweistellige Streckennummern von 01 bis 99, wobei der Anfangspunkt einer Strecke für den Direktionsbereich maßgeblich war. Durch die Umstellung auf EDV-Systeme wurden den Direktionsbereichen Vorsatznummern von 1 bis 4 zugeteilt, die vor die eigentliche Streckennummer gestellt wurden:
- 1 = Wien
- 2 = Linz
- 3 = Innsbruck
- 4 = Villach

Die letzten beiden Stellen (von 01 bis 09) geben bei langen Strecken einen Unterabschnitt der jeweiligen Strecke an. Bei kurzen Strecken sind die letzten beiden Stellen 01.
Die Nummerierung von Schleifengleisen und Flügelstrecken wird von der Stammstrecke abgeleitet. Die ersten drei Stellen stimmen mit den ersten drei Stellen der Stammstrecke überein, als letzte beide Stellen folgen die Nummern von 11 bis 99 vorgesehen, so ist etwa die Strecke „101 14 Salzburg Itzling – Salzburg Gnigl Vbf“ eine Nebenstrecke der Westbahn (Strecke 101).

## Übersicht
Streckenlänge
Die Streckenlänge der Österreichischen Bundesbahnen umfasst insgesamt 5.639,058 Kilometer. Von diesen sind 3.686,523 km (65,37 %) eingleisige und 1.952,535 km (34,63 %) zweigleisige Strecken. Bei den ÖBB gibt es keine Strecken, die mehr als zwei Gleise aufweisen. Drei- und viergleisige Abschnitte werden entweder wie zwei Strecken (beispielsweise die Strecken 101 02 und 130 01 der „viergleisigen“ Westbahn) oder als Bahnhofgleise (beispielsweise der dreigleisige Abschnitt Wörgl Hbf – Wörgl Kundl) behandelt.
Spurweiten
Nach dem Verkauf aller Schmalspur- und Zahnradbahnstrecken umfasst das gesamte Netz der Österreichischen Bundesbahnen seit 2012 nur mehr Normalspurstrecken (1435 mm). Darüber hinaus ist der Betrieb auf weiteren Nebenbahnen gefährdet und Gegenstand von Verhandlungen mit dem Verkehrsministerium als Eigentümervertreter.
Ein- und zweigleisige Strecken
Auffällig im Streckennetz der ÖBB sind die vielen gemischt zwei- und eingleisigen Strecken, die sich einerseits durch den Rückbau von ehemals zweigleisigen Strecken – wie der Franz Josefs-Bahn (Streckennummer 109 01) oder der Südbahn (Streckennummer 105 01) – und andererseits durch Ausbaumaßnahmen – wie der Arlbergbahn (Streckennummer 101 05) oder der Tauernbahn (Streckennummer 222 01) – ergeben.

## Liste der Eisenbahnstrecken
Legende
Hbf = Hauptbahnhof, Fbf = Frachtenbahnhof, Vbf = Verschiebebahnhof, Gvbf = Großverschiebebahnhof, Zvbf = Zentralverschiebebahnhof, Abzw = Abzweigstelle, Abzww = Abzweigweiche, Hst = Haltestelle, H-Lst = Halte- und Ladestelle, Lst = Ladestelle, AB = Anschlussbahn
Regelgleis
Auf den zweigleisigen Strecken der Österreichischen Bundesbahnen ist überwiegend das rechte Streckengleis das Regelgleis und wurde in der Tabelle daher nicht vermerkt. Ist das Regelgleis das linke Streckengleis, so ist dies in der Tabelle mit dem Hinweis Regelgleis links vermerkt.
| Streckennummer | von – bis (Betriebsstelle) | Länge in km | eingleisig  | zweigleisig | von – bis (Betriebsstelle)                                                                            | elektrifiziert                                    | von – bis (Betriebsstelle)                                                 | Anmerkung |
| -------------- | --- | ----------- | ----------- | ----------- | --- | ------------------------------------------------- | -------------------------------------------------------------------------- | --- |
| 101 01         | Wien Westbf – St. Pölten Hbf km 0,000 – km 60,563 | 60,563      | –           | 60,563      | | 60,563                                            |                                                                            | |
| 101 02         | Knoten Rohr – Salzburg Hbf km 73,570 – km 312,470 | 238,186 (+) | –           | 238,186 (+) | | 238,186 (+)                                       |                                                                            | (+) Fehlerprofile (−5 m, −305 m, −19 m, −7 m, −3 m, +11 m, −14 m, −51 m, −303 m, −18 m = −714 m) eingerechnet, Knoten Rohr – Linz Altbaustrecke. Linz Kleinmünchen – Linz Hbf in Bau                               |
| 101 03         | Salzburg Hbf – Wörgl Hbf km 0,000 – km 192,405 | 191,730 (+) | –           | 191,730 (+) | | 191,730 (+)                                       |                                                                            | (+) Fehlerprofile (−45 m, −32 m, −24 m, −265 m, −56 m, −73 m, −100 m, −80 m = −675 m) eingerechnet |
| 101 04         | Wörgl Hbf – Innsbruck Hbf km 16,027 – km 75,130 | 59,103      | –           | 59,103      | | 59,103                                            |                                                                            | Abzw. Wörgl 2 – Abzw. Fritzens-Wattens 2 Altbaustrecke |
| 101 05         | Innsbruck Hbf – Staatsgrenze nächst Lochau-Hörbranz (– Lindau Hbf) Innsbruck Hbf – Bludenz = km -0,434 – km 136,286 / Bludenz – Staatsgrenze nächst Lochau-Hörbranz = km 67,746 – km 5,941 | 197,678 (+) | –           | 45,769 (+)  | Innsbruck Hbf – Ötztal                                                                                | 197,678 (+)                                       |                                                                            | (+) Fehlerprofil (−85 m) eingerechnet |
| 101 05         | Innsbruck Hbf – Staatsgrenze nächst Lochau-Hörbranz (– Lindau Hbf) Innsbruck Hbf – Bludenz = km -0,434 – km 136,286 / Bludenz – Staatsgrenze nächst Lochau-Hörbranz = km 67,746 – km 5,941 | 197,678 (+) | 20,343 (+)  | –           | Ötztal – Abzw. Schönwies 1                                                                            | 197,678 (+)                                       | (+) Fehlerprofile (−9 m, +3 m, −16 m, −15 m, −111 m = −148 m) eingerechnet | |
| 101 05         | Innsbruck Hbf – Staatsgrenze nächst Lochau-Hörbranz (– Lindau Hbf) Innsbruck Hbf – Bludenz = km -0,434 – km 136,286 / Bludenz – Staatsgrenze nächst Lochau-Hörbranz = km 67,746 – km 5,941 | 197,678 (+) | –           | 5,682 (+)   | Abzw. Schönwies 1 – Landeck-Zams                                                                      | 197,678 (+)                                       | (+) Fehlerprofil (−244 m) eingerechnet                                     | |
| 101 05         | Innsbruck Hbf – Staatsgrenze nächst Lochau-Hörbranz (– Lindau Hbf) Innsbruck Hbf – Bludenz = km -0,434 – km 136,286 / Bludenz – Staatsgrenze nächst Lochau-Hörbranz = km 67,746 – km 5,941 | 197,678 (+) | 18,421 (+)  | –           | Landeck-Zams – Abzw. Flirsch 1                                                                        | 197,678 (+)                                       | (+) Fehlerprofil (+108 m) eingerechnet                                     | |
| 101 05         | Innsbruck Hbf – Staatsgrenze nächst Lochau-Hörbranz (– Lindau Hbf) Innsbruck Hbf – Bludenz = km -0,434 – km 136,286 / Bludenz – Staatsgrenze nächst Lochau-Hörbranz = km 67,746 – km 5,941 | 197,678 (+) | –           | 22,640 (+)  | Abzw. Flirsch 1 – Abzw. Langen am Arlberg 1                                                           | 197,678 (+)                                       | (+) Fehlerprofil (−228 m, +84 m = −144 m) eingerechnet                     | |
| 101 05         | Innsbruck Hbf – Staatsgrenze nächst Lochau-Hörbranz (– Lindau Hbf) Innsbruck Hbf – Bludenz = km -0,434 – km 136,286 / Bludenz – Staatsgrenze nächst Lochau-Hörbranz = km 67,746 – km 5,941 | 197,678 (+) | 23,352      | –           | Abzw. Langen am Arlberg 1 – Bludenz                                                                   | 197,678 (+)                                       |                                                                            | |
| 101 05         | Innsbruck Hbf – Staatsgrenze nächst Lochau-Hörbranz (– Lindau Hbf) Innsbruck Hbf – Bludenz = km -0,434 – km 136,286 / Bludenz – Staatsgrenze nächst Lochau-Hörbranz = km 67,746 – km 5,941 | 197,678 (+) | –           | 57,715 (+)  | Bludenz – Bregenz                                                                                     | 197,678 (+)                                       | (+) Fehlerprofil (−137 m, −197 m = −334 m) eingerechnet                    | |
| 101 05         | Innsbruck Hbf – Staatsgrenze nächst Lochau-Hörbranz (– Lindau Hbf) Innsbruck Hbf – Bludenz = km -0,434 – km 136,286 / Bludenz – Staatsgrenze nächst Lochau-Hörbranz = km 67,746 – km 5,941 | 197,678 (+) | 2,786       | –           | Bregenz – Lochau-Hörbranz                                                                             | 197,678 (+)                                       |                                                                            | |
| 101 05         | Innsbruck Hbf – Staatsgrenze nächst Lochau-Hörbranz (– Lindau Hbf) Innsbruck Hbf – Bludenz = km -0,434 – km 136,286 / Bludenz – Staatsgrenze nächst Lochau-Hörbranz = km 67,746 – km 5,941 | 197,678 (+) | –           | 0,970       | Lochau-Hörbranz – Staatsgrenze nächst Lochau-Hörbranz                                                 | 197,678 (+)                                       |                                                                            | |
| 101 11         | Abzw Marchtrenk 1 – Wels Hbf km 208,811 – km 212,815 | 4,004       | 4,004       | –           | | 4,004                                             |                                                                            | nur Güterverkehr |
| 101 12         | Marchtrenk – Wels Hbf km 206,185 – km 212,815 | 6,630       | 6,630       | –           | | 6,630                                             |                                                                            | nur Güterverkehr |
| 101 13         | Bahnhof Lambach = Gleis 24 Lambach – Abzw Lambach 1 = km 224,300 – km 230,556 | 6,256       | –           | 6,256       | | 6,256                                             |                                                                            | |
| 101 14         | Salzburg Itzling – Salzburg Gnigl Vbf km 0,950 – km 0,000 und km 0,625 – km 2,401 | 2,726       | 2,726       | –           | | 2,726                                             |                                                                            | nur Güterverkehr |
| 101 15         | Wörgl Hbf – Abzw Wörgl 2 km 16,027 – km 24,969 | 8,942       | 8,942       | –           | | 8,942                                             |                                                                            | |
| 101 17         | Linz Hbf – Grenze zur Linzer Lokalbahn km 188,440 – km 190,065 | 1,625       | 1,625       | –           | | 1,625 (+)                                         |                                                                            | Betrieb durch Fa Stern & Hafferl (+) +750 V Gleichstrom |
| 101 18         | Innsbruck Hbf – Innsbruck Westbf km 75,130 – km 1,325 | 1,325       | 1,325       | –           | | 1,325                                             |                                                                            | |
| 102 01         | Abzw Amstetten 11 – Bischofshofen Abzw Amstetten 11 – Abzw Weyer 1 = km 2,730 – km 43,804 / Abzw Weyer 1 – Selzthal = km 63,904 – km 138,996 / Selzthal – Bischofshofen = km 98,912 – km 0,238 | 214,840     | 131,249     | –           | Abzw Amstetten 11 – Abzw Liezen 1                                                                     | 214,840                                           |                                                                            | „Rudolfsbahn“ |
| 102 01         | Abzw Amstetten 11 – Bischofshofen Abzw Amstetten 11 – Abzw Weyer 1 = km 2,730 – km 43,804 / Abzw Weyer 1 – Selzthal = km 63,904 – km 138,996 / Selzthal – Bischofshofen = km 98,912 – km 0,238 | 214,840     | –           | 3,457       | Abzw Liezen 1 – Stainach-Irdning                                                                      | 214,840                                           | „Ennstalbahn“                                                              | |
| 102 01         | Abzw Amstetten 11 – Bischofshofen Abzw Amstetten 11 – Abzw Weyer 1 = km 2,730 – km 43,804 / Abzw Weyer 1 – Selzthal = km 63,904 – km 138,996 / Selzthal – Bischofshofen = km 98,912 – km 0,238 | 214,840     | 80,134      | –           | Stainach-Irdning – Bischofshofen                                                                      | 214,840                                           | „Ennstalbahn“                                                              | |
| 102 11         | Abzww Hieflau – Hieflau Vbf km 0,000 – km 0,724 | 0,724       | 0,724       | –           | | 0,724                                             |                                                                            | |
| 103 01         | Abzw St. Pölten 1 – Prinzersdorf km 63,271 – km 68,664 | 5,198 (+)   | –           | 5,198 (+)   | | 5,198 (+)                                         |                                                                            | (+) Fehlerprofil (−195 m) eingerechnet |
| 105 01         | Wien Hbf Südosttangente – Staatsgrenze nächst Spielfeld-Straß (– Šentilj / St. Egidi) km 101,778 – km 260,127 | 261,741     | –           | 231,139     | Wien Hbf Südosttangente – Werndorf Bruck/Mur – Werndorf Regelgleis links                              | 261,741                                           |                                                                            | (+) Fehlerprofile (−15 m, −55 m, −2 m, −176 m, +31 m = −217 m) eingerechnet |
| 105 01         | Wien Hbf Südosttangente – Staatsgrenze nächst Spielfeld-Straß (– Šentilj / St. Egidi) km 101,778 – km 260,127 | 261,741     | 8,303       | –           | Werndorf – Abzw Wildon 1                                                                              | 261,741                                           |                                                                            | |
| 105 01         | Wien Hbf Südosttangente – Staatsgrenze nächst Spielfeld-Straß (– Šentilj / St. Egidi) km 101,778 – km 260,127 | 261,741     | -           | 8,928       | Abzw Wildon 1 – Leibnitz Regelgleis links                                                             | 261,741                                           |                                                                            | |
| 105 01         | Wien Hbf Südosttangente – Staatsgrenze nächst Spielfeld-Straß (– Šentilj / St. Egidi) km 101,778 – km 260,127 | 261,741     | 13,377      | –           | Leibnitz – Staatsgrenze nächst Spielfeld-Straß                                                        | 261,741                                           |                                                                            | |
| 105 11         | Wiener Neustadt Hbf – Wiener Neustadt Hbf-Ausfahrbf km 47,390 – km 49,803 | 2,413       | 2,413       | –           | | 2,413                                             |                                                                            | nur Güterverkehr |
| 105 13         | Kalsdorf – Kalsdorf-Terminal km 0,000 – km 0,869 | 0,869       | 0,869       | –           | | 0,869                                             |                                                                            | |
| 106 01         | Wien Meidling – Wiener Neustadt Hbf km −0,122 – km 50,915 | 50,861 (+)  | 1,534       | –           | Wien Meidling – Wien Matzleinsdorf-Altmannsdorf                                                       | 50,861 (+)                                        |                                                                            | |
| 106 01         | Wien Meidling – Wiener Neustadt Hbf km −0,122 – km 50,915 | 50,861 (+)  | –           | 2,772       | Wien Matzleinsdorf-Altmannsdorf – Inzersdorf Ort                                                      | 50,861 (+)                                        |                                                                            | |
| 106 01         | Wien Meidling – Wiener Neustadt Hbf km −0,122 – km 50,915 | 50,861 (+)  | 26,627      | –           | Inzersdorf Ort – Wampersdorf                                                                          | 50,861 (+)                                        |                                                                            | |
| 106 01         | Wien Meidling – Wiener Neustadt Hbf km −0,122 – km 50,915 | 50,861 (+)  | –           | 19,928 (+)  | Wampersdorf – Wiener Neustadt Hbf                                                                     | 50,861 (+)                                        | (+) Fehlerprofile (−86 m, −90 m = −176 m) eingerechnet                     | |
| 106 11         | Bahnhof Ebenfurth km 36,423 – km 38,637 | 2,214       | 2,214       | –           | | 2,214                                             |                                                                            | |
| 106 12         | Wiener Neustadt Hbf – Wiener Neustadt Hbf-Ausfahrbf km 48,118 – km 49,803 | 1,670 (+)   | 1,670 (+)   | –           | | 1,670 (+)                                         |                                                                            | (+) Fehlerprofil (−15 m) eingerechnet |
| 106 13         | Inzersdorf Ort – Inzersdorf Ort-Ost km 11,000 – km 12,186 | 1,186       | 1,186       | –           | | 1,186                                             |                                                                            | |
| 106 15         | Maxing – Wien Matzleinsdorf-Altmannsdorf km 4,532 – km 7,459 | 2,927       | –           | 2,927       | | 2,927                                             |                                                                            | |
| 106 16         | Wien Matzleinsdorf-Oswaldgasse – Wien Matzleinsdorf-Wien Meidling km 0,000 – km 0,780 | 0,780       | 0,780       | –           | | 0,780                                             |                                                                            | |
| 107 01         | Leobersdorf – St. Pölten Hbf km 0,000 – km 75,153 | 75,153      | 75,153      | –           | | 2,544                                             | Leobersdorf – Wittmannsdorf                                                | Streckenabschnitt Weißenbach-Neuhaus (km 18,100) – Hainfeld (km 43,905) übertragen an NOEVOG und wegen Unbefahrbarkeit gesperrt                                                                                    |
| 107 01         | Leobersdorf – St. Pölten Hbf km 0,000 – km 75,153 | 75,153      | 75,153      | –           | – | Wittmannsdorf – St. Pölten Hbf                    |                                                                            | Streckenabschnitt Weißenbach-Neuhaus (km 18,100) – Hainfeld (km 43,905) übertragen an NOEVOG und wegen Unbefahrbarkeit gesperrt                                                                                    |
| 108 01         | Wiener Neustadt Hbf – Staatsgrenze nächst Loipersbach-Schattendorf (– Sopron/Ödenburg) km −0,646 – km 25,434 | 26,080      | 26,080      | –           | | –                                                 |                                                                            | Elektrifizierung geplant |
| 108 11         | Wiener Neustadt Hbf-Gleisgruppe 500 – Wiener Neustadt Hbf-Einfahrbf km 0,000 – km 0,956 | 0,956       | 0,956       | –           | | –                                                 |                                                                            | |
| 109 01         | Wien Franz-Josefs-Bf – Staatsgrenze nächst Gmünd N.Ö. (– České Velenice) km 0,000 – km 163,100 | 163,200 (+) | –           | 43,922      | Wien Franz-Josefs-Bf – Absdorf-Hippersdorf Regelgleis links                                           | 163,200                                           |                                                                            | |
| 109 01         | Wien Franz-Josefs-Bf – Staatsgrenze nächst Gmünd N.Ö. (– České Velenice) km 0,000 – km 163,100 | 163,200 (+) | 119,278 (+) | –           | Absdorf-Hippersdorf – Staatsgrenze nächst Gmünd N.Ö.                                                  | –                                                 |                                                                            | (+) Fehlerprofil (+100 m) eingerechnet |
| 109 11         | Tulln Donaubrücke – Tulln Stadt km 34,400 – km 0,866 | 1,287       | 1,287       | –           | | ?                                                 |                                                                            | |
| 109 12         | Absdorf-Hippersdorf Süd – Absdorf-Hippersdorf Ost km 42,078 – km 1,686 | 1,104       | ?           | –           | | 1,104                                             |                                                                            | |
| 110 01         | Tulln – St. Pölten Hbf km 0,000 – km 46,755 | 46,755      | 46,755      | –           | | 46,755                                            |                                                                            | |
| 110 11         | Tullnerfeld-Nord – Tullnerfeld-Ost km 4,863 – km 6,250 | 1,387       | 1,387       | –           | | ?                                                 |                                                                            | |
| 111 01         | Absdorf-Hippersdorf – Krems an der Donau km 0,000 – km 31,466 | 31,466      | 31,466      | –           | | 31,466                                            |                                                                            | |
| 112 01         | Floridsdorf – Staatsgrenze nächst Unterretzbach (– Znaim) km 4,150 – km 87,660 | 83,510      | –           | 21,612      | Floridsdorf – Stockerau                                                                               | 83,510                                            |                                                                            | |
| 112 01         | Floridsdorf – Staatsgrenze nächst Unterretzbach (– Znaim) km 4,150 – km 87,660 | 83,510      | 61,898      | –           | Stockerau – Staatsgrenze nächst Unterretzbach                                                         | 83,510                                            |                                                                            | |
| 113 01         | Stockerau – Absdorf-Hippersdorf km 17,080 – km 0,000 | 17,080      | 17,080      | –           | | 17,080                                            |                                                                            | |
| 114 01         | Wien Praterstern – Staatsgrenze nächst Bernhardsthal Fbf (– Břeclav) km 0,000 – km 77,993 | 78,156 (+)  | –           | 78,156 (+)  | | 78,156 (+)                                        |                                                                            | (+) Fehlerprofil (+163 m) eingerechnet |
| 114 11         | Leopoldau – Gerasdorf km 0,000 – km 0,709 | 0,709       | 0,709       | –           | | 0,709                                             |                                                                            | Wien Süßenbrunn Westschleife |
| 114 12         | Leopoldau – Gerasdorf km 0,000 – km 0,631 | 0,631       | 0,631       | –           | | 0,631                                             |                                                                            | Wien Süßenbrunn Westschleife |
| 115 01         | Gänserndorf – Marchegg km 31,313 – km 49,487 | 18,174      | 18,174      | –           | | –                                                 |                                                                            | Elektrifizierung geplant |
| 116 01         | Wien Hauptbahnhof Südosttangente (Ostbahn) – Laa an der Thaya km 101,778 – km 82,460 | 82,460      | –           | 28,598      | Wien Hbf-Südosttangente – Wolkersdorf Wien Hbf-Südosttangente -Wien Süßenbrunn-Mitte Regelgleis links | 82,460                                            |                                                                            | |
| 116 01         | Wien Hauptbahnhof Südosttangente (Ostbahn) – Laa an der Thaya km 101,778 – km 82,460 | 82,460      | 53,862      | –           | Wolkersdorf – Laa an der Thaya                                                                        | 82,460                                            |                                                                            | |
| 116 11         | Wien Süßenbrunn-Mitte – Wien Süßenbrunn km 5,707 – km 7,261 | 1,554       | 1,554       | –           | | 1,554                                             |                                                                            | Wien Süßenbrunn Verbindungsschleife Strecke 114/116 |
| 116 12         | Wien Süßenbrunn-Mitte – Wien Süßenbrunn km 0,973 – km 2,203 | 1,230       | 1,230       | –           | | 1,230                                             |                                                                            | Wien Süßenbrunn Verbindungsschleife Strecke 116/114 |
| 117 01         | Stadlau Fbf – Staatsgrenze nächst Marchegg (– Devínska Nová Ves/Thebenneudorf) km 0,000 – km 37,910 | 37,910      | 37,910      | –           | | 1,872                                             | Stadlau – Wien Hirschstetten                                               | |
| 117 01         | Stadlau Fbf – Staatsgrenze nächst Marchegg (– Devínska Nová Ves/Thebenneudorf) km 0,000 – km 37,910 | 37,910      | 37,910      | –           | – | Wien Hirschstetten – Staatsgrenze nächst Marchegg |                                                                            | |
| 117 11         | Abzw Stadlau 1 – AB Opel Austria km 0,000 – km 0,568 | 0,568       | 0,568       | –           | | −                                                 |                                                                            | |
| 117 12         | Wien Hirschstetten – Stadlau Konsum km 1,872 – km 2,617 | 0,745       | 0,745       | –           | | −                                                 |                                                                            | |
| 117 13         | Wien Hirschstetten – Stadlau Wendegleis km 1,872 – km 2,500 | 0,628       | 0,628       | −           | | 0,628                                             |                                                                            | |
| 118 01         | Wien Hbf-Südosttangente – Staatsgrenze nächst Nickelsdorf (– Hegyeshalom) km 101,778 – km 67,418 | 65,640 (+)  | –           | 65,640 (+)  | | 65,640 (+)                                        |                                                                            | (+) Fehlerprofile (−5 m, +56 m = +51 m) eingerechnet |
| 118 11         | Kledering – Wien Zvbf km 0,000 – km 2,423 | 2,423       | 2,423       | –           | | 2,423                                             |                                                                            | Westschleife; nur Güterverkehr |
| 118 12         | Wien Zvbf-Grillgasse – Wien Zvbf-Einfahrgruppe km 0,000 – km 1,240 | 1,235 (+)   | 1,235 (+)   | –           | | 1,235 (+)                                         |                                                                            | Einfahrunterwerfung Gleis 104; nur Güterverkehr (+) Fehlerprofil (−5 m) eingerechnet |
| 118 14         | Kledering – Lanzendorf-Rannersdorf km 0,000 – km 1,578 | 1,578       | 1,578       | –           | | 1,578                                             |                                                                            | Ausfahrüberwerfung; nur Güterverkehr |
| 118 15         | Götzendorf – Einfahrt Gleis 101 aus Ri Bruck an der Leitha km 22,862 – km 29,074 | 6,212       | 6,212       | –           | | –                                                 |                                                                            | nur Güterverkehr |
| 118 18         | Wien Zvbf-Ost – Wien Zvbf-Süd Lanzendorf-Rannersdorf km 1,696 – km 9,700 | 1,241       | 1,241       | –           | | 1,241                                             |                                                                            | Ostschleife; nur Güterverkehr |
| 118 19         | Wien Zvbf-Ost – Wien Zvbf-Süd Lanzendorf-Rannersdorf km 1,696 – km 9,700 | 0,696       | 0,696       | –           | | 0,696                                             |                                                                            | nur Güterverkehr |
| 118 21         | Wien Zvbf – Abzw Wien Zentralfriedhof 1 km 0,000 – km 2,117 | 2,117       | 2,117       | –           | | 2,117                                             |                                                                            | Inbetriebnahme mit Fahrplanwechsel Dez. 2014 |
| 119 01         | Gramatneusiedl – Wampersdorf km 13,517 – km 0,000 | 13,517      | 13,517      | –           | | 13,517                                            |                                                                            | |
| 120 01         | Wien Brigittenau – Wien Hütteldorf Gleis 108b Wien Brigittenau – Wien Heiligenstadt = km 9,976 – km 8,408 / Wien Heiligenstadt – Penzing = km 9,584 – km 0,000 / Penzing – Wien Hütteldorf Gleis 108b = km 2,553 – km 5,800 | 14,399      | 1,568       | –           | Wien Brigittenau – Wien Heiligenstadt                                                                 | 14,399                                            |                                                                            | |
| 120 01         | Wien Brigittenau – Wien Hütteldorf Gleis 108b Wien Brigittenau – Wien Heiligenstadt = km 9,976 – km 8,408 / Wien Heiligenstadt – Penzing = km 9,584 – km 0,000 / Penzing – Wien Hütteldorf Gleis 108b = km 2,553 – km 5,800 | 14,399      | –           | 9,584       | Wien Heiligenstadt – Penzing                                                                          | 14,399                                            |                                                                            | |
| 120 01         | Wien Brigittenau – Wien Hütteldorf Gleis 108b Wien Brigittenau – Wien Heiligenstadt = km 9,976 – km 8,408 / Wien Heiligenstadt – Penzing = km 9,584 – km 0,000 / Penzing – Wien Hütteldorf Gleis 108b = km 2,553 – km 5,800 | 14,399      | 3,247       | –           | Penzing – Wien Hütteldorf Gleis 108b                                                                  | 14,399                                            |                                                                            | |
| 121 01         | Penzing – Abzw Wien Hütteldorf 1 km 0,000 – km 1,900 | 1,900       | 1,900       | –           | | 1,900                                             |                                                                            | |
| 122 01         | Wien Hütteldorf – Wien Praterstern Wien Hütteldorf – Abzw Wien Hütteldorf 1 = km 2,124 – km 0,178 / Abzw Wien Hütteldorf 1 – Wien Matzleinsdorf = km 1,900 – km 9,558 / Wien Matzleinsdorf – Wien Praterstern = km 0,000 – km 6,573 | 18,342 (+)  | 2,302       | –           | Wien Hütteldorf – Abzw Wien Hütteldorf 1                                                              | 18,342 (+)                                        |                                                                            | (+) Fehlerprofil (−91 m) eingerechnet |
| 122 01         | Wien Hütteldorf – Wien Praterstern Wien Hütteldorf – Abzw Wien Hütteldorf 1 = km 2,124 – km 0,178 / Abzw Wien Hütteldorf 1 – Wien Matzleinsdorf = km 1,900 – km 9,558 / Wien Matzleinsdorf – Wien Praterstern = km 0,000 – km 6,573 | 18,342 (+)  | –           | 16,040 (+)  | Abzw Wien Hütteldorf 1 – Wien Praterstern                                                             | 18,342 (+)                                        |                                                                            | (+) Fehlerprofil (−91 m) eingerechnet |
| 122 12         | Wien Hetzendorf – Wien Matzleinsdorf – Wien Meidling km 5,220 – km 7,726 | 2,506       | –           | 2,506       | | 2,506                                             |                                                                            | |
| 123 01         | Wien Hütteldorf – Unter Purkersdorf km 5,846 – km 11,839 | 5,993       | –           | 5,993       | | 5,993                                             |                                                                            | |
| 124 01         | Abzw Knoten Hetzendorf – Nußdorf Abzw Knoten Hetzendorf – Wien Albern Hafen Lst = km 5,985 – km 21,500 / Wien Freudenau Hafen Lst – Wien Brigittenau-Nord = km 11,176 – km 0,000 / Wien Brigittenau-Nord – Nußdorf = km 3,806 – km 3,952 | 27,461      | –           | 7,816       | Abzw Knoten Hetzendorf – Oberlaa                                                                      | 8,889                                             | Inzersdorf Ort – Klein Schwechat                                           | Oberlaa – Handelskai nur Güterverkehr |
| 124 01         | Abzw Knoten Hetzendorf – Nußdorf Abzw Knoten Hetzendorf – Wien Albern Hafen Lst = km 5,985 – km 21,500 / Wien Freudenau Hafen Lst – Wien Brigittenau-Nord = km 11,176 – km 0,000 / Wien Brigittenau-Nord – Nußdorf = km 3,806 – km 3,952 | 27,461      | 11,076      | –           | Oberlaa – Wien Donaukaibf                                                                             | –                                                 | Klein Schwechat – Wien Donaukaibf                                          | Oberlaa – Handelskai nur Güterverkehr |
| 124 01         | Abzw Knoten Hetzendorf – Nußdorf Abzw Knoten Hetzendorf – Wien Albern Hafen Lst = km 5,985 – km 21,500 / Wien Freudenau Hafen Lst – Wien Brigittenau-Nord = km 11,176 – km 0,000 / Wien Brigittenau-Nord – Nußdorf = km 3,806 – km 3,952 | 27,461      | –           | 7,383       | Wien Donaukaibf – Wien Brigittenau                                                                    | 9,029                                             | Wien Donaukaibf – Nußdorf                                                  | Oberlaa – Handelskai nur Güterverkehr |
| 124 01         | Abzw Knoten Hetzendorf – Nußdorf Abzw Knoten Hetzendorf – Wien Albern Hafen Lst = km 5,985 – km 21,500 / Wien Freudenau Hafen Lst – Wien Brigittenau-Nord = km 11,176 – km 0,000 / Wien Brigittenau-Nord – Nußdorf = km 3,806 – km 3,952 | 27,461      | 1,246       | –           | Wien Brigittenau – Nußdorf                                                                            | 9,029                                             | Wien Donaukaibf – Nußdorf                                                  | Oberlaa – Handelskai nur Güterverkehr |
| 128 01         | Wien Hetzendorf – Mödling km 3,010 – km 16,796 | 13,786      | –           | 13,786      | | 13,786                                            |                                                                            | Bau im Zuge des viergleisigen Ausbaus der Südbahn |
| 130 01         | Wien Meidling – Linz Hbf Wien Meidling – Ybbs an der Donau = km 3,437 – km 107,154 / Amstetten – Linz Hbf= km 124,558 – km 188,440 | 171,472 (+) | –           | 171,472 (+) | | 171,472 (+)                                       |                                                                            | (+) Fehlerprofile (+75 m, −195 m, −188 m, −305 m, −2.304 m, −2 m, −7 m, −198 m, −2.135 m, −12 m = −5.271 m,-659 m,-68 m,-6 m) eingerechnet; Wien Meidling – St Pölten Hbf und Knoten Rohr – Linz Hbf Neubaustrecke |
| 131 01         | Wien Zvbf-Ausfahrgr – Wien Erdbergerlände km 0,000 – km 3,610 | 3,610       | –           | 3,610       | | 3,610                                             |                                                                            | nur Güterverkehr |
| 132 01         | Wien Erdbergerlände – Wien Donaukaibf km 0,000 – km 1,715 | 1,715       | 1,715       | –           | | 1,715                                             |                                                                            | |
| 133 01         | Oberlaa – Wien Zvbf-Ausfahrgruppe km 0,000 – km 2,388 / km 6,607 – km 7,365 | 3,146       | 3,146       | –           | | 3,146                                             |                                                                            | nur Güterverkehr |
| 136 01         | Wien Zvbf-Ost – Klein Schwechat km 0,000 – km 0,736 / km 17,660 – km 18,659 | 1,735       | 1,735       | –           | | 1,735                                             |                                                                            | nur Güterverkehr |
| 138 01         | Floridsdorf-Jedlersdorf – Leopoldau km −0,077 – km 4,368 | 4,445       | 4,445       | –           | | 4,445                                             |                                                                            | |
| 139 01         | Leopoldau – Wien Süßenbrunn-Mitte km 9,201 – km 9,763 / km 0,000 – km 1,865 / km 16,997 – km 16,720 | 2,704       | 2,704       | –           | | 2,704                                             |                                                                            | |
| 148 01         | Wien Nordwestbf – Wien Brigittenau-Süd km 0,980 – km 3,341 / km 1,321 – km 1,489 | 2,529       | 2,529       | –           | | 2,529                                             |                                                                            | nur Güterverkehr |
| 149 01         | Wien Nordwestbf – Wien Brigittenau-Nord km 0,980 – km 3,155 / km 0,966 – km 0,800 | 2,341       | 2,341       | –           | | 2,341                                             |                                                                            | nur Güterverkehr |
| 151 01         | Freiland – Traisen km 12,725 – km −0,016 | 12,741      | 12,741      | –           | | –                                                 |                                                                            | Freiland – Schrambach nur Güterverkehr, ehemalige Strecke Freiland – St. Aegyd am Neuwalde als Anschlussbahn im Güterverkehr in Betrieb                                                                            |
| 155 01         | Pöchlarn – Scheibbs km 1,119 – km 26,928 | 25,809      | 25,809      | –           | | –                                                 |                                                                            | |
| 158 01         | Wieselburg an der Erlauf – Gresten-Gleisgruppe 101 km 0,000 – km 24,803 | 24,803      | 24,803      | –           | | –                                                 |                                                                            | nur Güterverkehr |
| 161 01         | Wien Zvbf-Ausfahrgr – Felixdorf km 7,365 – km 8,246 / km 0,000 – km 42,672 | 35,447 (+)  | 35,447 (+)  | –           | | –                                                 |                                                                            | (+) Fehlerprofil (−8,106 m) eingerechnet |
| 162 01         | Wittmannsdorf – Gutenstein km −0,973 – km 32,779 (km −0,973 – 7,050 abgetragen) | 31,806      | 31,806      | –           | | –                                                 |                                                                            | Steinabrückl – Wöllersdorf nur Güterverkehr, Wittmannsdorf – Steinabrückl (km −0,973 – 7,050) abgetragen |
| 163 01         | Wiener Neustadt Hbf – Puchberg am Schneeberg km 48,118 – km 49,637 / km 0,000 – km 28,205 | 29,709 (+)  | 29,709 (+)  | –           | | –                                                 |                                                                            | (+) Fehlerprofil (−15 m) eingerechnet |
| 166 01         | Bad Fischau-Brunn – Wöllersdorf km 0,000 – km 5,519 | 5,519       | 5,519       | –           | | –                                                 |                                                                            | |
| 167 01         | Wiener Neustadt Hbf – Fehring Wiener Neustadt Hbf – Aspang = km 50,959 – km 84,887 / Aspang – Friedberg = km 0,000 – km 21,473 („Wechselbahn“) / Friedberg – Fehring = km 77,386 – km 0,000 („Thermenbahn“) | 132,787     | 132,787     | –           | | –                                                 |                                                                            | |
| 167 11         | Wiener Neustadt Hbf-Gleisgruppe 500 – Wiener Neustadt-Einfahrbf km 0,000 – km 0,956 | 0,956       | 0,956       | –           | | –                                                 |                                                                            | nur Güterverkehr |
| 168 01         | Friedberg – Oberwart Friedberg – Altpinkafeld = km 0,000 – km 15,583 / Altpinkafeld – Grenze ÖBB/SRB = km 52,433 – km 39,400 | 28,616      | 28,616      | –           | | –                                                 |                                                                            | nur Güterverkehr |
| 170 01         | (Sopron/Ödenburg) Staatsgrenze nächst Deutschkreutz – Oberloisdorf Lst km 6,602 – km 46,745 (Strecke ab km 10,210 nicht mehr im Eigentum der ÖBB) | 40,143      | 40,143      | –           | | 2,839 (+)                                         | Staatsgrenze nächst Deutschkreutz – Deutschkreutz                          | (+) 25 kV 50 Hz ~ Neckenmarkt-Horitschon – Oberloisdorf Lst nur Güterverkehr |
| 170 01         | (Sopron/Ödenburg) Staatsgrenze nächst Deutschkreutz – Oberloisdorf Lst km 6,602 – km 46,745 (Strecke ab km 10,210 nicht mehr im Eigentum der ÖBB) | 40,143      | 40,143      | –           | – | Deutschkreutz – Oberloisdorf Lst                  |                                                                            | (+) 25 kV 50 Hz ~ Neckenmarkt-Horitschon – Oberloisdorf Lst nur Güterverkehr |
| 170 11         | (Sopron/Ödenburg) – Abzww Sopron Rendezö km 0,000 – km 0,576 / km 0,000 – km 1,686 / km 0,000 – km 0,428 | 2,690       | 2,690       | –           | | 2,690 (+)                                         |                                                                            | Dieser Streckenteil ist im Eigentum und in der Erhaltung der ÖBB (+) 25 kV 50 Hz ~ |
| 171 01         | Ebenfurth-Mitte Leithabrücke km 116,846 – km 115,331 | 1,515       | 1,515       | –           | | 1,515 (+)                                         |                                                                            | (+) Strecke ab Bahnhofende 25 kV 50 Hz |
| 172 01         | Sarmingstein – Mauthausen Sarmingstein – Grein-Bad Kreuzen = km 68,112 – km 77,056 / Grein-Bad Kreuzen – Mauthausen = km 30,894 – km 0,000 | 39,838      | 39,838      | –           | | –                                                 |                                                                            | |
| 173 01         | Krems an der Donau – Herzogenburg km 20,308 – km 0,000 | 20,308      | 20,308      | –           | | –                                                 |                                                                            | |
| 174 01         | Sigmundsherberg – Hadersdorf am Kamp km 43,844 – km 0,000 | 43,844      | 43,844      | –           | | –                                                 |                                                                            | |
| 176 01         | Schwarzenau – Waldhausen | 34,101      | 34,101      | –           | | –                                                 |                                                                            | |
| 181 01         | Korneuburg – Hohenau km 0,000 – km 79,380 | 60,839 (+)  | 60,839 (+)  | –           | | –                                                 |                                                                            | (+) Streckenabschnitt von km 30,809 (nach Bf Ernstbrunn) bis km 49,350 (vor Bf Mistelbach Lokalbahn) seit 19. April 2007 an die „NÖ Draisinen Betriebs GesmbH“ verpachtet sowie 2010 an die NOEVOG übertragen      |
| 182 01         | Obersdorf – Groß Schweinbarth km 11,942 – km 29,198 | 17,256      | 17,256      | –           | | –                                                 |                                                                            | |
| 183 01         | Gänserndorf – Gaweinstal Brünnerstraße km 31,313 – km 31,875 / km 0,078 – km 22,500 | 22,984      | 22,984      | –           | | –                                                 |                                                                            | Bad Pirawath – Gaweinstal Brünnerstraße außer Betrieb |
| 186 01         | Drösing – Zistersdorf Stadt Drösing – Zistersdorf = km 0,000 – km 11,523 / Zistersdorf – Zistersdorf Stadt = km 20,611 – km 20,300 | 11,736 (+)  | 11,736 (+)  | –           | | –                                                 |                                                                            | (+) Fehlerprofil (−98 m) bereits eingerechnet |
| 187 01         | Laa an der Thaya – Zellerndorf Laa an der Thaya – Laa an der Thaya Stadt = km 82,460 – km 82,275 und km 2,063 – km 0,000 / Laa an der Thaya Stadt – Zellerndorf = km 133,402 – km 166,815 | 35,661      | 35,661      | –           | | –                                                 |                                                                            | Laa an der Thaya – Pernhofen-Wulzeshofen nur Güterverkehr, Pernhofen-Wulzeshofen – Zellerndorf kein Verkehr, jedoch für Umleitungen betriebsbereit,                                                                |
| 190 01         | Stadlau – Wien Lobau Hafen km 10,552 – km 9,982 / km 0,000 – km 4,444 | 5,014       | 5,014       | –           | | –                                                 |                                                                            | nur Güterverkehr |
| 191 01         | Wien Praterstern-Rennweg – Wolfsthal km 3,725 – km 3,522 / km 1,179 – km 56,530 | 55,597 (+)  | –           | 18,222      | Wien Praterstern-Rennweg – Flughafen Wien-Schwechat                                                   | 55,597 (+)                                        |                                                                            | (+) Fehlerprofile (−102 m, +145 m) berücksichtigt |
| 191 01         | Wien Praterstern-Rennweg – Wolfsthal km 3,725 – km 3,522 / km 1,179 – km 56,530 | 55,597 (+)  | 37,375      | –           | Flughafen Wien-Schwechat – Wolfsthal                                                                  | 55,597 (+)                                        |                                                                            | (+) Fehlerprofile (−102 m, +145 m) berücksichtigt |
| 191 11         | Zentralfriedhof – Wien Zvbf km 0,033 – km 0,620 / km 5,400 – km 6,376 | 1,563       | 1,563       | –           | | 1,563                                             |                                                                            | Friedhofschleife |
| 192 01         | Abzww Strecke 192 – Götzendorf km 10,550 – km 22,852 / km 27,097 – km 26,955 | 12,444      | 12,444      | –           | | –                                                 |                                                                            | |
| 193 01         | Bruck an der Leitha-West – Streckenende 19301 km −0,067 – km 3,625 | 3,692       | 3,692       | –           | | –                                                 |                                                                            | |
| 194 01         | Parndorf – Staatsgrenze nächst Kittsee (– Bratislava Petržalka/Engerau) km 0,000 – km 22,429 | 22,429      | 22,429      | –           | | 22,429                                            |                                                                            | |
| 195 01         | Wulkaprodersdorf – Abzw Bruck an der Leitha 1 km 0,363 – km 40,250 | 40,006      | 40,006      | –           | | 40,006 (+)                                        |                                                                            | (+) Wulkaprodersdorf – km 3,206 25 kV 50 Hz |
| 203 01         | Mauthausen – Abzw Weyer 1 Mauthausen – St. Valentin = km 7,280 – km 0,000 / St. Valentin – Abzw Weyer 1 = km 0,000 – km 63,904 | 71,613 (+)  | 71,613 (+)  | –           | | –                                                 | Mauthausen – Abzw Mauthausen 1                                             | (+) Fehlerprofile (+452 m, −23 m) berücksichtigt |
| 203 01         | Mauthausen – Abzw Weyer 1 Mauthausen – St. Valentin = km 7,280 – km 0,000 / St. Valentin – Abzw Weyer 1 = km 0,000 – km 63,904 | 71,613 (+)  | 71,613 (+)  | –           | 67,526                                                                                                | Abzw Mauthausen 1 – Abzw Weyer 1                  |                                                                            | (+) Fehlerprofile (+452 m, −23 m) berücksichtigt |
| 203 11         | Abzw Mauthausen 1 – Abzw St. Valentin 11 km 0,000 – km 0,834 | 0,834       | 0,834       | –           | | 0,834                                             |                                                                            | |
| 203 12         | Abzw Mauthausen 1 – AB Ecoplus km 3,622 – km 3,633 km 0,000 – km 0,800 | 0,810       | 0,810       | –           | | –                                                 |                                                                            | |
| 204 01         | Linz Hbf – Selzthal km 0,000 – km 102,902 / km 137,671 – km 138,996 | 103,354 (+) | –           | 12,372      | Linz Hbf – Nettingsdorf                                                                               | 103,354 (+)                                       |                                                                            | (+) Fehlerprofile (−51 m, +5 m, −174 m, −653 m) berücksichtigt; Selzthal Nord – Selzthal kann das Gleis der Strecke 102 01 mitbenutzt werden, dadurch faktisch zweigleisige Strecke                                |
| 204 01         | Linz Hbf – Selzthal km 0,000 – km 102,902 / km 137,671 – km 138,996 | 103,354 (+) | 27,898      | –           | Nettingsdorf – Wartberg an der Krems                                                                  | 103,354 (+)                                       |                                                                            | (+) Fehlerprofile (−51 m, +5 m, −174 m, −653 m) berücksichtigt; Selzthal Nord – Selzthal kann das Gleis der Strecke 102 01 mitbenutzt werden, dadurch faktisch zweigleisige Strecke                                |
| 204 01         | Linz Hbf – Selzthal km 0,000 – km 102,902 / km 137,671 – km 138,996 | 103,354 (+) | –           | 6,894       | Wartberg an der Krems – Abzw Wartberg an der Krems 3                                                  | 103,354 (+)                                       |                                                                            | (+) Fehlerprofile (−51 m, +5 m, −174 m, −653 m) berücksichtigt; Selzthal Nord – Selzthal kann das Gleis der Strecke 102 01 mitbenutzt werden, dadurch faktisch zweigleisige Strecke                                |
| 204 01         | Linz Hbf – Selzthal km 0,000 – km 102,902 / km 137,671 – km 138,996 | 103,354 (+) | 55,216      | –           | Abzw Wartberg an der Krems 3 – Selzthal Nord                                                          | 103,354 (+)                                       |                                                                            | (+) Fehlerprofile (−51 m, +5 m, −174 m, −653 m) berücksichtigt; Selzthal Nord – Selzthal kann das Gleis der Strecke 102 01 mitbenutzt werden, dadurch faktisch zweigleisige Strecke                                |
| 204 01         | Linz Hbf – Selzthal km 0,000 – km 102,902 / km 137,671 – km 138,996 | 103,354 (+) | –           | 1,697       | Selzthal Nord – Selzthal                                                                              | 103,354 (+)                                       |                                                                            | (+) Fehlerprofile (−51 m, +5 m, −174 m, −653 m) berücksichtigt; Selzthal Nord – Selzthal kann das Gleis der Strecke 102 01 mitbenutzt werden, dadurch faktisch zweigleisige Strecke                                |
| 205 01         | Wels Hbf – Staatsgrenze nächst Wernstein (– Passau Gbf) km −0,047 – km 79,636 | 79,589      |             | 79,589      | | 79,589                                            |                                                                            | |
| 206 01         | Stainach-Irdning – Attnang-Puchheim km 0,374 – km 107,580 | 107,880 (+) | 107,880 (+) | –           | | 107,880 (+)                                       |                                                                            | (+) Fehlerprofil (+300 m) berücksichtigt |
| 206 02         | Attnang-Puchheim – Abzww Str 20602 km 107,580 – km 64,405 | 63,798      | 63,798      | –           | | –                                                 |                                                                            | |
| 207 01         | Neumarkt-Kallham – Staatsgrenze nächst Braunau am Inn (– Simbach/Inn) km 29,620 – km 59,229 | 59,229      | 59,229      | –           | | –                                                 |                                                                            | |
| 208 01         | Abzw Asten 1 – Linz Hbf km 179,513 – km 188,440 | 8,784 (+)   | –           | 8,784 (+)   | | 8,784 (+)                                         |                                                                            | (+) Fehlerprofil (−143 m) berücksichtigt |
| 208 11         | Anschluss III – Voest Alpine Linz km 0,000 – km 1,016 | 1,016       | 1,016       | –           | | 1,016                                             |                                                                            | nur Güterverkehr |
| 208 12         | Anschluss I – Voest Alpine Linz km 184,205 – km 183,729 / km 0,000 – km 2,182 | 2,658       | 2,658       | –           | | 2,658                                             |                                                                            | nur Güterverkehr |
| 208 13         | Voest Alpine Linz – Linz Vbf-Gleisdreieck km 2,182 – km 0,000 / km 183,729 – km 185,824 km 2,870 – km 2,650 | 4,354 (+)   | 4,354 (+)   | –           | | 4,354 (+)                                         |                                                                            | (+) Fehlerprofil (−143 m) berücksichtigt, nur Güterverkehr |
| 208 14         | Abzw Asten 1 – Linz Vbf-Einfahrgr km 179,513 – km 181,589 / km 181,597 – km 182,653 | 3,132       | 3,132       | –           | | 3,132                                             |                                                                            | nur Güterverkehr |
| 210 01         | Marchtrenk – Traun km 0,000 – km 12,804 / km 8,529 – km 8,146 | 13,187      | 13,187      | –           | | 13,187                                            |                                                                            | |
| 210 11         | Traun – Nettingsdorf km 0,000 – km 0,497 | 0,497       | 0,497       | –           | | 0,497                                             |                                                                            | |
| 212 01         | Linz Kleinmünchen – Linz Vbf-Durchfahrgr km 182,349 – km 186,230 | 3,881       | 3,881       | –           | | 3,881                                             |                                                                            | nur Güterverkehr |
| 216 01         | Abzw Hallwang-Elixhausen 3 – Salzburg Gnigl-Vbf km 0,000 – km 1,802 | 1,802       | –           | 1,802       | | 1,802                                             |                                                                            | |
| 217 01         | (Freilassing –) Staatsgrenze nächst Liefering – Salzburg Hbf km 82,757 – km 88,551 | 5,794       | –           | 5,794       | | 5,794                                             |                                                                            | |
| 220 01         | Eisenerz – Hieflau km 14,480 – km 0,000 | 14,480      | 14,480      | –           | | 14,480                                            |                                                                            | nur Güterverkehr |
| 221 01         | Linz Hbf – Staatsgrenze nächst Summerau (– Horní Dvořiště) Linz Hbf – Gaisbach-Wartberg = km 0,000 – km 26,752 / Gaisbach-Wartberg – Staatsgrenze nächst Summerau = km 20,191 – km 61,097 | 67,624 (+)  | 67,624 (+)  | –           | | 67,624 (+)                                        |                                                                            | (+) Fehlerprofil (−34 m) eingerechnet |
| 221 11         | Linz Vbf-West – Linz Vbf-Gleisdreieck km 184,043 – km 184,594 / km 0,000 – km 3,323 | 3,840 (+)   | 3,840 (+)   | –           | | 3,840 (+)                                         |                                                                            | (+) Fehlerprofil (−34 m) eingerechnet, nur Güterverkehr |
| 221 12         | Linz Vbf-Ost Reihungsgr – Linz Vbf-Gleisdreieck km 183,764 – km 184,421 / km 0,000 – km 3,323 | 3,667 (+)   | 3,667 (+)   | –           | | 3,667 (+)                                         |                                                                            | (+) Fehlerprofil (−34 m) eingerechnet, nur Güterverkehr |
| 221 14         | Linz Vbf-Gleisdreieck – Linz Vbf-Ost Reihungsgruppe km 2,650 – km 3,162 / km 0,000 – km 1,027 | 1,539       | 1,539       | –           | | 1,539                                             |                                                                            | nur Güterverkehr |
| 222 01         | Schwarzach-St. Veit – Villach Hbf Schwarzach-St. Veit – Spittal-Millstättersee = km 0,000 – km 80,897 / Spittal-Millstättersee – Villach Hbf = km 200,135 – km 164,264 | 115,089 (+) | –           | 6,682       | Schwarzach-St. Veit – Loifarn Süd                                                                     | 115,089 (+)                                       |                                                                            | (+) alle Fehlerprofile eingerechnet |
| 222 01         | Schwarzach-St. Veit – Villach Hbf Schwarzach-St. Veit – Spittal-Millstättersee = km 0,000 – km 80,897 / Spittal-Millstättersee – Villach Hbf = km 200,135 – km 164,264 | 115,089 (+) | 2,291 (+)   | –           | Loifarn Süd – Abzw Loifarn 1                                                                          | 115,089 (+)                                       | (+) Fehlerprofil (−319 m) eingerechnet                                     | |
| 222 01         | Schwarzach-St. Veit – Villach Hbf Schwarzach-St. Veit – Spittal-Millstättersee = km 0,000 – km 80,897 / Spittal-Millstättersee – Villach Hbf = km 200,135 – km 164,264 | 115,089 (+) | –           | 13,233 (+)  | Abzw Loifarn 1 – Abzw Bad Hofgastein 1                                                                | 115,089 (+)                                       | (+) Fehlerprofil (−45 m) eingerechnet                                      | |
| 222 01         | Schwarzach-St. Veit – Villach Hbf Schwarzach-St. Veit – Spittal-Millstättersee = km 0,000 – km 80,897 / Spittal-Millstättersee – Villach Hbf = km 200,135 – km 164,264 | 115,089 (+) | 2,820       | –           | Abzw Bad Hofgastein 1 – Angertal                                                                      | 115,089 (+)                                       |                                                                            | |
| 222 01         | Schwarzach-St. Veit – Villach Hbf Schwarzach-St. Veit – Spittal-Millstättersee = km 0,000 – km 80,897 / Spittal-Millstättersee – Villach Hbf = km 200,135 – km 164,264 | 115,089 (+) | –           | 2,331 (+)   | Angertal – Abzw Angertal 1                                                                            | 115,089 (+)                                       | (+) Fehlerprofil (+59 m) eingerechnet                                      | |
| 222 01         | Schwarzach-St. Veit – Villach Hbf Schwarzach-St. Veit – Spittal-Millstättersee = km 0,000 – km 80,897 / Spittal-Millstättersee – Villach Hbf = km 200,135 – km 164,264 | 115,089 (+) | 6,521 (+)   | –           | Abzw Angertal 1 – Böckstein                                                                           | 115,089 (+)                                       | (+) Fehlerprofil (−60 m) eingerechnet                                      | |
| 222 01         | Schwarzach-St. Veit – Villach Hbf Schwarzach-St. Veit – Spittal-Millstättersee = km 0,000 – km 80,897 / Spittal-Millstättersee – Villach Hbf = km 200,135 – km 164,264 | 115,089 (+) | –           | 81,211 (+)  | Böckstein – Villach Hbf                                                                               | 115,089 (+)                                       | (+) Fehlerprofile (−4 m, −862 m, −358 m, −127 m, +9 m, −32 m) eingerechnet | |
| 222 02         | Villach Süd Gvbf-Auen – Staatsgrenze nächst Rosenbach (– Jesenice/Aßling) Villach Süd Gvbf-Auen – Rosenbach = km 382,733 – km 383,139 und km 3,948 – km 22,622 / Rosenbach – Staatsgrenze nächst Rosenbach = km 47,791 – km 53,635 | 24,924      | 1,822       | –           | Villach Süd Gvbf-Auen – Villach Süd Gvbf-Gödersdorf Hst                                               | 24,924                                            |                                                                            | |
| 222 02         | Villach Süd Gvbf-Auen – Staatsgrenze nächst Rosenbach (– Jesenice/Aßling) Villach Süd Gvbf-Auen – Rosenbach = km 382,733 – km 383,139 und km 3,948 – km 22,622 / Rosenbach – Staatsgrenze nächst Rosenbach = km 47,791 – km 53,635 | 24,924      | 17,258      | –           | Villach Süd Gvbf-Gödersdorf Hst – Rosenbach                                                           | 24,924                                            |                                                                            | |
| 222 02         | Villach Süd Gvbf-Auen – Staatsgrenze nächst Rosenbach (– Jesenice/Aßling) Villach Süd Gvbf-Auen – Rosenbach = km 382,733 – km 383,139 und km 3,948 – km 22,622 / Rosenbach – Staatsgrenze nächst Rosenbach = km 47,791 – km 53,635 | 24,924      | –           | 5,844       | Rosenbach – Staatsgrenze nächst Rosenbach                                                             | 24,924                                            |                                                                            | |
| 222 11         | Villach Süd Gvbf-Einfahrgruppe – Villach Süd Gvbf-Gödersdorf Hst km 2,287 – km 5,599 | 3,312       | 3,312       | –           | | 3,312                                             |                                                                            | nur Güterverkehr |
| 252 01         | Wels Hbf – Grünau im Almtal Wels Hbf – Sattledt = km -0,047 – km 12,856 / Sattledt – Grünau im Almtal = km 0,000 – km 30,256 | 43,159      | 43,159      | –           | | –                                                 |                                                                            | |
| 256 01         | Haiding – Aschach an der Donau km 0,000 – km 20,812 | 20,812      | 20,812      | –           | | –                                                 |                                                                            | nur Güterverkehr; seit 1. Jänner 2014 im Eigentum der Schiene OÖ, die die ÖBB-Infrastruktur bis auf Weiteres mit der Betriebsführung beauftragt hat.                                                               |
| 258 01         | Linz Urfahr – Aigen-Schlägl km 0,000 – km 57,784 | 57,784      | 57,784      | –           | | –                                                 |                                                                            | |
| 259 01         | Lambach – Streckenende 259 01 km 0,000 – km 20,190 | 20,053 (+)  | 20,053 (+)  | –           | | –                                                 |                                                                            | (+) Fehlerprofil (−173 m) eingerechnet von km 20,190 bis km 27,227 (Gmunden Seebf) Normalspur eingestellt |
| 260 01         | Abzw Vöcklabruck 1 – Kammer-Schörfling km 2,267 – km 10,463 | 8,196       | 8,196       | –           | | 8,196                                             |                                                                            | |
| 261 01         | Steindorf bei Straßwalchen – Abzw Mining 1 km 0,319 – km 36,891 | 36,572      | 36,572      | –           | | –                                                 |                                                                            | |
| 271 01         | Linz Vbf-West – Linz Urfahr Linz Vbf-West – Linz Vbf-Gleisdreieck = km 184,043 – km 184,594 und km 0,000 – km 1,246 / Linz Vbf-Gleisdreieck – Linz Urfahr = km 0,000 – km 6,690 | 7,727 (+)   | 7,727 (+)   | –           | | 1,797                                             | Linz Vbf-West – Linz Vbf-Gleisdreieck                                      | (+) Fehlerprofil (−760 m) eingerechnet |
| 271 01         | Linz Vbf-West – Linz Urfahr Linz Vbf-West – Linz Vbf-Gleisdreieck = km 184,043 – km 184,594 und km 0,000 – km 1,246 / Linz Vbf-Gleisdreieck – Linz Urfahr = km 0,000 – km 6,690 | 7,727 (+)   | 7,727 (+)   | –           | – | Linz Vbf-Gleisdreieck – Linz Urfahr               |                                                                            | (+) Fehlerprofil (−760 m) eingerechnet |
| 271 12         | Linz Vbf-Gleisdreieck – Linz Hbf km 1,245 – km 1,633 / km 2,324 – km 0,000 | 2,712       | 2,712       | –           | | 2,712                                             |                                                                            | |
| 302 01         | (Kiefersfelden –) Staatsgrenze nächst Kufstein – Wörgl Hbf km 0,000 – km 16,027 | 15,818 (+)  | –           | 15,818 (+)  | | 15,818 (+)                                        |                                                                            | (+) Fehlerprofil (−209 m) eingerechnet |
| 302 02         | Innsbruck Hbf – Staatsgrenze nächst Steinach in Tirol (– Brennero/Brenner) km 75,130 – km 111,663 (#) | 36,418 (+)  | –           | 36,418 (+)  | | 36,418 (+)                                        |                                                                            | (#) Erhaltungsgrenze km 111,561 (+) Fehlerprofil (−13 m) eingerechnet |
| 302 11         | Abzw Steinach in Tirol 4 – Brennersee Terminal km 111,145 – km 111,646 | 501         |             |             | | 501                                               |                                                                            | Anschlussgleis RoLa-Terminal nur Güterverkehr |
| 303 01         | Feldkirch – Staatsgrenze nächst Nendeln (Buchs SG) km 0,000 – km 17,338 | 17,271      | 17,271      | –           | | 17,271                                            |                                                                            | Streckenteil in Liechtenstein in Betrieb und Erhaltung der ÖBB (+) Fehlerprofil (−67 m) eingerechnet |
| 304 01         | (St. Margrethen) Staatsgrenze nächst Lustenau – Wolfurt-Lauterach Nord km 1,604 – km 9,580 | 8,831 (+)   | 8,831 (+)   | −           | | 8,831 (+)                                         |                                                                            | (+) Erhaltungsgrenze im km 0,749 |
| 304 11         | Wolfurt-Lauterach West – Wolfurt-Lauterach Süd km 1,295 – km −0,268 | 1,563       | 1,563       | –           | | 1,563                                             |                                                                            | nur Güterverkehr |
| 305 01         | Abzw Fritzens-Wattens 2 – Abzw Innsbruck Hbf 1 km 0,561 – km 14,898 | 14,337      | –           | 14,337      | | 14,337                                            |                                                                            | Umfahrung Innsbruck nur Güterverkehr |
| 330 01         | Abzw. Wörgl 2 – Abzw. Fritzens-Wattens 2 km 24,833 – km 62,150 | 37,317      | –           | 37,317      | | 37,317                                            |                                                                            | Neubaustrecke |
| 351 01         | Innsbruck Hbf-Westbf – Staatsgrenze nächst Scharnitz ( Mittenwald) km 0,000 – km 33,160 | 33,160      | 33,160      | –           | | 33,160                                            |                                                                            | |
| 352 01         | (Griesen) Staatsgrenze nächst Ehrwald-Zugspitzbahn – Staatsgrenze nächst Vils (Pfronten-Steinach) Staatsgrenze nächst Ehrwald-Zugspitzbahn – Reutte in Tirol = km 30,445 – km 0,000 / Reutte in Tirol – Staatsgrenze nächst Vils = km 14,390 – km 0,000 | 44,835      | 44,835      | –           | | 30,445                                            | Staatsgrenze nächst Ehrwald-Zugspitzbahn – Reutte in Tirol                 | |
| 352 01         | (Griesen) Staatsgrenze nächst Ehrwald-Zugspitzbahn – Staatsgrenze nächst Vils (Pfronten-Steinach) Staatsgrenze nächst Ehrwald-Zugspitzbahn – Reutte in Tirol = km 30,445 – km 0,000 / Reutte in Tirol – Staatsgrenze nächst Vils = km 14,390 – km 0,000 | 44,835      | 44,835      | –           | – | Reutte in Tirol – Staatsgrenze nächst Vils        |                                                                            | |
| 401 01         | Graz Hbf – Klagenfurt Hbf |             | –           |             | | –                                                 |                                                                            | Von der Koralmbahn sind bisher nur die Abschnitte Graz Don Bosco–Graz Puntigam, Knoten Weitendorf–Wettmannstätten und St.Paul im Lavanttal–Klagenfurt Hbf in Betrieb                                               |
| 404 01         | St. Michael – Selzthal km 202,412 – km 138,996 | 62,944 (+)  | –           | 62,944 (+)  | | 62,944 (+)                                        |                                                                            | (+) Fehlerprofile (−136 m, −150 m, −172 m, −14 m) eingerechnet Südausfahrt Selzthal bis Selzthal Süd 1,464 km faktisch eingleisige Strecke                                                                         |
| 407 01         | ( San Candido/Innichen) Staatsgrenze nächst Sillian – Abzw Strecke 407 01 km 302,952 – km 206,377 | 96,448      | 96,448      | –           | | 96,448                                            |                                                                            | |
| 408 01         | St. Veit an der Glan – Villach Hbf km 327,942 – km 376,800 / km 163,450 – km 164,264 | 50,332 (+)  | 50,332 (+)  | –           | | 50,332 (+)                                        |                                                                            | (+) Fehlerprofil (+660 m) eingerechnet |
| 408 11         | Villach Hbf-Autoverladestelle – Villach Hbf-Ostbf km 376,200 – km 376,800 | 0,600       | 0,600       | –           | | 0,600                                             |                                                                            | |
| 409 01         | Klagenfurt Hbf – Rosenbach km 17,961 – km 47,791 | 29,830      | 29,830      | –           | | –                                                 |                                                                            | |
| 410 01         | St. Paul – Klagenfurt Hbf km 67,264 – km 125,881 | 58,617      | 58,617      | –           | | –                                                 |                                                                            | |
| 412 01         | Leoben Hbf – Trofaiach Leoben Hbf – Trofaiach= km 16,498 – km 17,029 und km 0,000 – km 8,798 | 9,329       | 9,329       | –           | | 9,329                                             |                                                                            | |
| 413 01         | Bruck an der Mur – Staatsgrenze nächst Thörl-Maglern (Tarvisio Boscoverde) Bruck an der Mur – Abzw Leoben Hbf 2 km 0,000 – km 23,640 / Abzw Leoben Hbf 2 – St. Michael-Ost km 2,185 – km 1,065 / St. Michael-Ost – St. Michael-West km 0,000 – km 0,790 / St. Michael-West – St. Veit an der Glan km 203,326 – km 327,942 / St. Veit ab der Glan – Klagenfurt Hbf km 0,000 – km 2,114 / km 0,000 – km 17,960 / Klagenfurt Hbf – Villach Hbf km 125,881 – km 164,620 / Villach Hbf – Villach Westbf km 0,000 – km 1,071 / Villach Westbf – Staatsgrenze nächst Thörl-Maglern km 379,139 – km 401,045 | 231,836 (+) | –           | 231,836 (+) | | 231,836 (+)                                       |                                                                            | (+) Fehlerprofile (−61 m, −7 m, −21 m, −31 m) eingerechnet |
| 413 11         | Bruck-Übelstein – Bruck-Stadtwald km 1,786 – km 0,043 | 1,743       | 1,743       | –           | | 1,743                                             |                                                                            | |
| 413 12         | St. Michael-Ost – St. Michael km 1,192 – km 0,000 | 1,192       | 1,192       | –           | | 1,192                                             |                                                                            | |
| 413 13         | St. Michael – St. Michael-West km 202,412 – km 203,824 | 1,412       | 1,412       | –           | | 1,412                                             |                                                                            | |
| 413 14         | Villach Hbf-Ost – Villach Süd Gvbf-Auen km 376,800 – km 382,733 | 5,933       | 5,933       | –           | | 5,933                                             |                                                                            | |
| 413 15         | Villach Süd Gvbf-Einfahrgruppe – Villach Süd Gvbf-Fürnitz km 2,287 – km 5,700 / km 385,200 – km 386,486 | 4,699       | 4,699       | –           | | 4,699                                             |                                                                            | nur Güterverkehr |
| 413 16         | Villach Süd Gvbf-Gödersdorf Hst – Villach Süd Gvbf-Fürnitz km 0,000 – km 2,467 / km 385,881 – km 386,486 | 3,072       | 3,072       | –           | | 3,072                                             |                                                                            | nur Güterverkehr |
| 413 17         | Villach Süd Gvbf-Fürnitz – Villach Süd Gvbf-Einfahrgruppe km 386,486 – km 387,285 / km 0,000 – km 2,287 | 3,086       | 3,086       | –           | | 3,086                                             |                                                                            | nur Güterverkehr |
| 413 18         | Villach Süd Gvbf-West – Villach Süd Gvbf-Einfahrgruppe km 0,000 – km 1,835 / km 1,199 – km 2,287 | 2,923       | 2,923       | –           | | 2,923                                             |                                                                            | nur Güterverkehr |
| 413 19         | Villach Süd Gvbf-Einfahrgruppe – Villach Süd Gvbf-Auen km 2,287 – km 5,510 / km 383,610 – km 382,733 | 4,100       | 4,100       | –           | | 4,100                                             |                                                                            | nur Güterverkehr |
| 414 01         | Graz Hbf – Staatsgrenze nächst Jennersdorf (Szentgotthárd/St. Gotthard) km 250,689 – km 170,454 | 80,235      | 80,235      | –           | | 4,069                                             | Graz Hbf – Graz Ostbf                                                      | |
| 414 01         | Graz Hbf – Staatsgrenze nächst Jennersdorf (Szentgotthárd/St. Gotthard) km 250,689 – km 170,454 | 80,235      | 80,235      | –           | – | Graz Ostbf – Staatsgrenze nächst Jennersdorf      |                                                                            | |
| 415 01         | Abzw Gummern 2 – Abzw Villach Hbf-Draubrücke km 166,483 – km 165,597 / km 0,000 – km 0,925 / km 378,307 – km 378,320 | 1,824       | 1,824       | –           | | 1,824                                             |                                                                            | |
| 416 01         | Leoben Hbf – Abzw Leoben Hbf 2 km 16,498 – km 17,639 / km 10,727 – km 2,275 | 9,593       | 1,887       | –           | Leoben Hbf – Leoben Göss                                                                              | 9,593                                             |                                                                            | Leoben Göss – Abzw Leoben Hbf 2 kein Planverkehr, Abstellung von momentan nicht benötigten Waggons |
| 416 01         | Leoben Hbf – Abzw Leoben Hbf 2 km 16,498 – km 17,639 / km 10,727 – km 2,275 | 9,593       | –           | 7,517       | Leoben Göss – Abzw Leoben Hbf 2                                                                       | 9,593                                             |                                                                            | Leoben Göss – Abzw Leoben Hbf 2 kein Planverkehr, Abstellung von momentan nicht benötigten Waggons |
| 416 01         | Leoben Hbf – Abzw Leoben Hbf 2 km 16,498 – km 17,639 / km 10,727 – km 2,275 | 9,593       | 0,189       | –           | Abzw Leoben Hbf 2 – Einmündung in Strecke 413 01                                                      | 9,593                                             |                                                                            | Leoben Göss – Abzw Leoben Hbf 2 kein Planverkehr, Abstellung von momentan nicht benötigten Waggons |
| 423 01         | (Prevalje/Prävali) Staatsgrenze nächst Bleiburg – Bleiburg km 82,152 – km 86,334 | 4,182       | 4,182       | –           | | –                                                 |                                                                            | |
| 433 01         | Graz Hbf – Hengsberg km 0,000 – km 24,425 | 24,425      | 24,425      | –           | | –                                                 |                                                                            | Der Abschnitt von der Abzweigung Südbahn bei Feldkirchen bis Abzweigung Weitendorf ist in Bau bzw. in Planung |
| 434 01         | Graz Hbf – Köflach km −0,2 – km 39,960 | 40,1        | –           | 40,1        | | –                                                 |                                                                            | 2024 von GKB übernommen. |
| 435 01         | Lieboch – Wies-Eibiswald km 0,000 – km 50,690 | 50,690      | –           | 50,690      | | –                                                 |                                                                            | 2024 von GKB übernommen. |
| 435 11         | Wettmannstätten Ost – Wettmannstätten Nord |             | –           |             | | –                                                 |                                                                            | 2024 von GKB übernommen. |
| 451 01         | Arnoldstein – Kötschach-Mauthen km 0,000 – km 62,050 | 62,050      | 62,050      | –           | | –                                                 |                                                                            | |
| 454 01         | Klein Sankt Paul – Launsdorf-Hochosterwitz km 17,800 – km 0,000 | 17,800 (+)  | 17,800 (+)  | –           | | –                                                 |                                                                            | nur Güterverkehr, km 17,800 bis Zementwerk Wietersdorf an dieses verkauft und nunmehr Anschlussbahn (+) Fehlerprofil (+125 m) eingerechnet                                                                         |
| 456 01         | Zeltweg – Pöls km 0,000 – km 5,792 / km 0,000 – km 7,676 | 13,468      | 13,468      | –           | | –                                                 |                                                                            | nur Güterverkehr |
| 457 01         | Zeltweg – St. Paul km 0,000 – km 67,264 | 67,264      | 67,264      | –           | | –                                                 |                                                                            | |
| 462 01         | Spielfeld-Straß – Bad Radkersburg km 0,000 – km 31,950 | 31,950      | 31,950      | –           | | –                                                 |                                                                            | |

## Betriebliche Infrastruktur der Strecken

### Elektrischer Betrieb
Von den 5.639,058 Streckenkilometern werden 3.596,849 km (63,78 %) elektrisch betrieben. Die erste elektrisch betriebene Normalspurstrecke im heutigen Österreich war die am 28. Oktober 1912 eröffnete Mittenwaldbahn. Die erste elektrisch betriebene Schmalspurbahn war die am 15. Juli 1907 durchgehend befahrbare Mariazellerbahn (Streckennummer 153 01), die ab 7. Oktober 1911 durchgehend elektrisch befahrbar war. Details sind im Artikel „Chronik der Elektrifizierung von Eisenbahnstrecken in Österreich“ nachzulesen.

### Gleiswechselbetrieb
Durch die in den letzten Jahren massiv voran getriebene Modernisierung von Sicherungsanlagen sind mittlerweile alle zweigleisigen Strecken mit Gleiswechselbetrieb ausgestattet, der auf Grund der bei den ÖBB geltenden Betriebsvorschrift „DV V 3“ völlig freizügig angewendet werden darf und somit nicht nur im Falle von Gleissperren, sondern überdies im Normalbetrieb die Durchlässigkeit wesentlich erhöht. In Einzelfällen wird überdies aus Kapazitätsgründen im Fahrplan die Benützung des Gegengleises angeordnet. Selbst im Falle von Signalstörungen darf der Gleiswechselbetrieb angewendet werden.
Die DV V 3 führt dazu aus: „Bei Gleiswechselbetrieb können Streckengleise signalmäßig in beiden Richtungen befahren werden […] Grundsätzlich befahren Züge das Regelgleis. Im Einvernehmen der beiden Fahrdienstleiter darf das Gegengleis befahren werden […] Sind Hauptsignale untauglich, bleibt die wahlweise Gleisbenützung weiter zulässig.“

### Zugbeeinflussung

#### European Train Control System
Entsprechend der Vorgaben der Europäischen Union rüsten die ÖBB ihr Netz schrittweise mit European Train Control System (ETCS) aus. Im April 2024 waren 616 km mit ETCS ausgerüstet. Der größere Teil davon sind mit Level 2 ausgestattet, der dem Zielbild der ÖBB entspricht. Auf 155 km kommt ETCS Level 1 zum Einsatz. Bei den ÖBB werden bei ETCS Level 1 und Level 2 im Regelbetrieb Fahrten in der Betriebsart Full Supervision, also mit Führerstandssignalisierung geführt. Bisher erfolgte die Ausstattung mit ETCS entlang der Korridore 
- Wien–Salzburg (Westbahn),
- Wels–Passau,
- Wien Simmering–Břeclav (Laaer Ostbahn und Nordbahn),
- Kufstein–Brenner (Unterinntal- und Brennerbahn) und
- Graz–Klagenfurt (Koralm- und Rosentalbahn),

die teilweise mehrere Strecken umfassen. Bis 2040 soll das gesamte Netz umgestellt sein.
| Strecken- nummer | von Betriebsstelle          | bis Betriebsstelle             | von km  | bis km  | Verfahren    |
| ---------------- | --------------------------- | ------------------------------ | ------- | ------- | ------------ |
| 101 01           | Abzw Knoten Hadersdorf      | Abzw Knoten Hadersdorf         | 9,362   | 9,362   | ETCS Level 2 |
| 101 01           | Sbl Böheimkirchen 1         | Knoten Wagram                  | 50,980  | 55,925  | ETCS Level 2 |
| 101 02           | Knoten Wagram               | Knoten Rohr                    | 55,925  | 74,800  | ETCS Level 2 |
| 101 02           | Linz (Sbl Lz 1)             | Attnang-Puchheim (Sbl At 1)    | 192,360 | 245,100 | ETCS Level 2 |
| 101 02           | Attnang-Puchheim (Sbl At 1) | Hallwang-Elixhausen (Sbl Hw 1) | 192,360 | 307,060 | ETCS Level 1 |
| 101 04           | Wörgl Hbf                   | Fritzens-Wattens (Abzw Fw 2)   | 16,027  | 62,150  | ETCS Level 2 |
| 101 15           | Wörgl Kundl                 | Wörgl (Abzw W 2)               | 22,308  | 24,978  | ETCS Level 2 |
| 103 01           | Pottenbrunn                 | St. Pölten Hbf                 | 54,445  | 60,563  | ETCS Level 2 |
| 103 02           | St. Pölten Fbf              | St. Pölten Fbf                 | 61,262  | 61,262  | ETCS Level 2 |
| 114 01           | Wien Süßenbrunn-West        | Břeclav pred                   | 11,163  | 84,778  | ETCS Level 2 |
| 116 01           | Wien Simmering              | Wien Süßenbrunn                | 3,773   | 16,720  | ETCS Level 2 |
| 130 01           | Abzw Knoten Hetzendorf      | St. Pölten Fbf                 | 0,679   | 61,262  | ETCS Level 2 |
| 205 01           | Wels Hbf                    | Haiding (Sbl Had 1)            | −0,047  | 8,990   | ETCS Level 2 |
| 205 01           | Haiding (Sbl Had 1)         | Schärding (Sbl Sch 2)          | 8,990   | 71,600  | ETCS Level 1 |
| 302 01           | Kufstein                    | Wörgl Hbf                      | 2,339   | 16,027  | ETCS Level 2 |
| 302 02           | Innsbruck (Abzw I 1)        | Steinach in Tirol (Sbl Sti 3)  | 79,646  | 109,385 | ETCS Level 2 |
| 401 01           | St. Paul im Lavanttal       | Klagenfurt Hbf                 | 74,794  | 125,881 | ETCS Level 2 |
| 409 01           | Klagenfurt Hbf              | Weizelsdorf                    | 17,960  | 30,079  | ETCS Level 2 |

#### Linienzugbeeinflussung
Auch bei der Linienzugbeeinflussung (LZB) werden die Fahrten durch eine Führerstandsignalisierung geführt. Die „ZSB 12 – Sicherheitseinrichtungen“ führt dazu aus: „Züge gelten als mit LZB geführt, wenn die Geschwindigkeit durch die LZB vorgegeben und überwacht wird (Vollüberwachung). Der Tfzf richtet sein Fahr- und Bremsverhalten nach der jeweiligen Führerstandsignalisierung und den Verkehrszeiten im Buchfahrplan.“
Da die Linienzugbeeinflussung auf Eisenbahnstrecken erst ab einer Höchstgeschwindigkeit von mehr als 160 km/h verpflichtend ist, wurden bei den ÖBB nur Abschnitte der Westbahn damit ausgestattet.
Linienzugbeeinflussung ist (Stand 2025) auf folgendem Abschnitt in Verwendung:
| Strecken- nummer | von Betriebsstelle    | bis Betriebsstelle | von km | bis km  | Länge       | LZB-Zentrale                  | Anmerkung |
| ---------------- | --------------------- | ------------------ | ------ | ------- | ----------- | ----------------------------- | --- |
| 130 01           | Abzw St. Pölten Hbf 1 | Linz Kleinmünchen  | 63,451 | 182,349 | 115,829 (+) | Betriebsführungszentrale Linz | (+) Fehlerprofile (−195 m, −188 m, −305 m, −2.304 m +7 m, −84 m, −7 m, −198 m, −2.135 m, −12 m) berücksichtigt |

Auf der Strecke Linz–Attnang-Puchheim wurde die LZB ab 1991 schrittweise eingebaut und im Jahr 2022 abgebaut. 2023 wurde ETCS Level 2 auf dieser Strecke in Betrieb genommen. Die Außerbetriebnahme der LZB und Umrüstung auf ETCS im verbleibenden Abschnitt St. Pölten – Linz erfolgt bis 2030.

#### Punktförmige Zugbeeinflussung
Die Punktförmige Zugbeeinflussung (PZB), früher „INDUSI“ (Induktive Zugsicherung) genannt, erlaubt im Gegensatz zu ETCS und LZB keine Führerstandsignalisierung, sondern setzt eine konventionelle Signalisierung voraus. Die PZB erlaubt die Überwachung einzelner Gefahrenpunkte. Konkret führt die „ZSB 12 – Sicherheitseinrichtungen“ aus: „Die PZB überwacht die Beachtung von Vorsignalen, Hauptsignalen samt Signalnachahmern mit gelben Lichtpunkten, Schutzsignalen sowie bestimmter Geschwindigkeitseinschränkungen.“ Bei den Österreichischen Bundesbahnen findet das System „PZB 90“ Verwendung.
„Auf PZB-Strecken dürfen Zug- und Nebenfahrten nur mit tauglicher eingeschalteter PZB-Einrichtung am führenden Fahrzeug verkehren. Ausgenommen davon sind geschobene Zug- und Nebenfahrten sowie Nebenfahrten auf die freie Strecke und zurück. […] Fahrten ohne PZB-Einrichtung am führenden Fahrzeug dürfen nur in begründeten Ausnahmefällen durch den IB im Einzelfall gestattet werden.“

#### Strecken ohne Zugbeeinflussung
Bei den ÖBB sind fast alle Strecken des Kernnetzes und des Ergänzungsnetzes mit Zugbeeinflussung ausgestattet. Strecken oder Streckenabschnitte ohne Zugbeeinflussung sind in nachfolgenden Tabellen angeführt. Steht die Betriebsstelle in Klammern, so ist diese mit Zugbeeinflussung ausgestattet; die dazwischen liegende Strecke oder Streckenabschnitt ist nicht mit Zugbeeinflussung ausgestattet.
| Strecken- nummer | von Betriebsstelle              | bis Betriebsstelle        | von km  | bis km  | Länge      | Anmerkung                                  |
| ---------------- | ------------------------------- | ------------------------- | ------- | ------- | ---------- | ------------------------------------------ |
| 151 01           | Freiland                        | (Traisen)                 | 12,725  | −0,016  | 12,741     |                                            |
| 155 01           | (Pöchlarn)                      | Scheibbs                  | 1,119   | 26,928  | 25,809     |                                            |
| 158 01           | Wieselburg an der Erlauf        | Gresten-Gleisgruppe 101   | 0,000   | 24,803  | 24,803     |                                            |
| 161 01           | (Wien Zvbf-Ausfahrgr Kledering) | (Felixdorf)               | 0,200   | 41,468  | 33,252 (+) | (+) Fehlerprofil (−8.016 m) berücksichtigt |
| 168 01           | (Friedberg)                     | Oberwart                  | 0,650   | 15,583  | 27,966     |                                            |
| 168 01           | (Friedberg)                     | Oberwart                  | 52,433  | 39,400  | 27,966     |                                            |
| 172 01           | Sarmingstein                    | Mauthausen                | 0,654   | 77,056  | 68,112     |                                            |
| 172 01           | Sarmingstein                    | Mauthausen                | 30,894  | 0,000   | 68,112     |                                            |
| 174 01           | (Sigmundsherberg)               | (Hadersdorf am Kamp)      | 43,217  | 0,760   | 42,457     |                                            |
| 176 01           | (Schwarzenau)                   | Waldhausen                | 0,620   | 57,791  | 57,171     |                                            |
| 181 01           | (Korneuburg)                    | Beginn Draisinenbahn      | 1,153   | 30,809  | 58,501     |                                            |
| 181 01           | Ende Draisinenbahn              | (Hohenau)                 | 49,350  | 78,195  | 58,501     |                                            |
| 182 01           | Obersdorf                       | Groß Engersdorf           | 11,942  | 15,780  | 12,586     |                                            |
| 186 01           | (Drösing)                       | Zistersdorf               | 0,450   | 10,600  | 10,150     |                                            |
| 187 01           | (Laa an der Thaya)              | (Zellerndorf)             | 1,545   | 0,000   | 33,665     |                                            |
| 187 01           | (Laa an der Thaya)              | (Zellerndorf)             | 133,402 | 166,815 | 33,665     |                                            |
| 190 01           | (Stadlau)                       | Wien Lobau Hafen          | 0,732   | 4,444   | 3,712      |                                            |
| 206 02           | (Ottnang-Wolfsegg)              | (Ried im Innkreis)        | 118,850 | 139,950 | 38,095     |                                            |
| 206 02           | (Ried im Innkreis)              | (Antiesenhofen)           | 141,505 | 158,500 | 38,095     |                                            |
| 252 01           | (Wels Lokalbahn)                | Grünau im Almtal          | 1,582   | 12,856  | 41,530     |                                            |
| 252 01           | (Wels Lokalbahn)                | Grünau im Almtal          | 0,000   | 30,256  | 41,530     |                                            |
| 256 01           | (Haiding)                       | Aschach an der Donau      | 0,652   | 20,812  | 20,160     |                                            |
| 258 01           | (Rottenegg)                     | Aigen-Schlägl             | 13,702  | 57,784  | 44,082     |                                            |
| 259 01           | (Stadl-Paura)                   | Laakirchen                | 3,535   | 19,200  | 15,472 (+) | (+) Fehlerprofil (−173 m) berücksichtigt   |
| 260 01           | (Abzw Vöcklabruck 1)            | Kammer-Schörfling         | 2,267   | 10,463  | 8,196      |                                            |
| 423 01           | Staatsgrenze nächst Bleiburg    | Bleiburg                  | 82,152  | 86,334  | 4,182      |                                            |
| 454 01           | STRE km 17,800 AB               | (Launsdorf-Hochosterwitz) | 17,800  | 16,945  | 19,645     | nur Güterverkehr                           |
| 462 01           | Spielfeld-Straß                 | Bad Radkersburg           | 1,186   | 31,950  | 30,764     |                                            |
| –                |                                 |                           |         | Gesamt  | 633,051    |                                            |

Auch auf jenen Streckenabschnitten, die mit ETCS Level 2 ohne Lichtsignale betrieben werden, kommt – abgesehen von der ETCS-Einfahrverhinderung – keine PZB-Streckenausrüstung zum Einsatz.

### Fernbedienung

#### Örtlich besetzte Betriebsstellen und Fernbedienbereiche
Während die „Betriebsvorschrift V3“ noch den Fall örtlich besetzter Betriebsstellen regelt, wird heute der Großteil der Betriebsstellen ferngesteuert. Sonderbestimmungen für ferngesteuerte Betriebsstellen finden sich in der „ZSB 1/I (Fernbedienbereiche/BFZ-Steuerbereiche)“. Die Fernbedienung erfolgt von einem anderen Bahnhof aus oder von einer der fünf Betriebsführungszentralen aus:
- Betriebsführungszentrale Innsbruck
- Betriebsführungszentrale Linz
- Betriebsführungszentrale Salzburg
- Betriebsführungszentrale Villach
- Betriebsführungszentrale Wien

Die Betriebsführungsstrategie der ÖBB sieht vor, dass die Strecken des Kernnetzes von den Betriebsführungszentralen ferngesteuert werden sollen. Davon ausgenommen sind die Verschubknoten, die vor Ort gestellt werden sollen. Auch die Strecken des Sekundärnetzes sollen jedoch „autak“ bleiben, also von einem der Bahnhöfe auf der Strecke gestellt werden.

#### Vereinfachter Fernbedienbereich
Von den Österreichischen Bundesbahnen werden elf Strecken im „vereinfachten Fernbedienbetrieb“ betrieben. Für diese Strecken gelten die neben den allgemeinen Dienstvorschriften mit Abweichungen, die in der „ZSB 1/II (Vereinfachte Fernbedienbereiche)“ geregelt sind.
| Strecken- nummer | von Betriebsstelle    | bis Betriebsstelle                           | von km  | bis km  | Länge   | betriebssteuernde Stelle | Anmerkung                                                           |
| ---------------- | --------------------- | -------------------------------------------- | ------- | ------- | ------- | ------------------------ | ------------------------------------------------------------------- |
| 108 01           | Neudörfl              | Staatsgrenze nächst Loipersbach-Schattendorf | 5,340   | 25,809  | 20,469  | Mattersburg              |                                                                     |
| 167 01           | Lanzenkirchen         | Aspang                                       | 57,550  | 84,887  | 28,002  | Aspang                   |                                                                     |
| 167 01           | Lanzenkirchen         | Aspang                                       | 0,000   | 0,665   | 28,002  | Aspang                   |                                                                     |
| 167 01           | (Aspang)              | (Fehring)                                    | 0,665   | 21,473  | 85,429  | Friedberg                |                                                                     |
| 167 01           | (Aspang)              | (Fehring)                                    | 77,386  | 12,765  | 85,429  | Friedberg                |                                                                     |
| 182 01           | Obersdorf             | Groß Schweinbarth                            | 11,942  | 29,198  | 26,639  | Groß Schweinbarth        |                                                                     |
| 182 01           | Bad Pirawarth         | Groß Schweinbarth                            | 4,804   | 0,000   | 26,639  | Groß Schweinbarth        |                                                                     |
| 182 01           | Bad Pirawarth         | Groß Schweinbarth                            | 18,247  | 13,668  | 26,639  | Groß Schweinbarth        |                                                                     |
| 191 01           | Fischamend            | Wolfsthal                                    | 22,935  | 56,530  | 33,595  | Wolfsthal                |                                                                     |
| 207 01           | (Neumarkt-Kallham)    | Braunau am Inn                               | 9,403   | 59,229  | 49,826  | Ried im Innkreis         |                                                                     |
| 258 01           | Linz Urfahr           | Rottenegg (+)                                | 0,000   | 13,266  | 13,266  | Linz Urfahr              | (+) ab Rottenegg Zugleitbetrieb mit Rückfallweichen und Zugleitfunk |
| 351 01           | Ausweiche Martinswand | Staatsgrenze nächst Scharnitz                | 7,206   | 32,491  | 25,285  | Seefeld                  |                                                                     |
| 408 01           | St. Veit an der Glan  | (Villach Hbf-Ostbf)                          | 327,942 | 374,044 | 46,102  | St. Veit an der Glan     |                                                                     |
| 451 01           | (Arnoldstein)         | Hermagor                                     | 8,073   | 30,655  | 22,582  | Villach Süd Gvbf         |                                                                     |
| –                |                       |                                              |         | Gesamt  | 351,195 |                          |                                                                     |

### Zugleitbetrieb
Früher wurde der Betrieb auf Zugleitstrecken durch die Dienstvorschrift „DV V 5 (Zugleitbetrieb)“ geregelt. Mittlerweile gelten für Zugleitbereiche die allgemeinen gelten die allgemeinen Dienstvorschriften, wie das „Signalbuch“ und die „Betriebsvorschrift V3“, jedoch mit Abweichungen, die in der „ZSB 5 (Zugleitbereiche)“ geregelt sind.

#### Zugleitbetrieb mit Rückfallweichen und Zugleitfunk
Von den Österreichischen Bundesbahnen sind fünf Strecken mit dieser Betriebsform ausgestattet.
| Strecken- nummer | von Betriebsstelle | bis Betriebsstelle | von km | bis km | Länge   | Zugleitbahnhof           | Anmerkung                                   |
| ---------------- | ------------------ | ------------------ | ------ | ------ | ------- | ------------------------ | ------------------------------------------- |
| 155 01           | (Pöchlarn)         | Scheibbs           | 4,087  | 26,865 | 22,778  | Wieselburg an der Erlauf | (+) Fehlerprofile (- m, - m) berücksichtigt |
| 172 01           | Perg               | Sarmingstein       | 9,145  | 30,894 | 30,693  | Grein-Bad Kreuzen        |                                             |
| 172 01           | Perg               | Sarmingstein       | 77,056 | 68,112 | 30,693  | Grein-Bad Kreuzen        |                                             |
| 252 01           | Wels Lokalbahn     | Grünau im Almtal   | 1,582  | 12,856 | 41,530  | Wels Lokalbahn           |                                             |
| 252 01           | Wels Lokalbahn     | Grünau im Almtal   | 0,000  | 30,256 | 41,530  | Wels Lokalbahn           |                                             |
| 258 01           | (Rottenegg)        | Aigen-Schlägl      | 13,266 | 57,784 | 44,518  | Linz Urfahr              |                                             |
| 462 01           | Spielfeld-Straß    | Bad Radkersburg    | 0,000  | 31,950 | 31,950  | Spielfeld-Straß          |                                             |
| –                |                    |                    |        | Gesamt | 171,469 |                          |                                             |

#### Zugleitbetrieb mit Rückfallweichen, Zentralschlössern und Mobiltelefon
Von den Österreichischen Bundesbahnen sind fünf Strecken mit dieser Betriebsform ausgestattet.
| Strecken- nummer | von Betriebsstelle       | bis Betriebsstelle       | von km  | bis km  | Länge   | Zugleitbahnhof           | Anmerkung |
| ---------------- | ------------------------ | ------------------------ | ------- | ------- | ------- | ------------------------ | --------- |
| 158 01           | Wieselburg an der Erlauf | Gresten                  | 11,506  | 23,600  | 12,094  | Wieselburg an der Erlauf |           |
| 168 01           | (Friedberg)              | Oberwart                 | 7,018   | 15,583  | 21,598  | Oberwart                 |           |
| 168 01           | (Friedberg)              | Oberwart                 | 52,433  | 39,400  | 21,598  | Oberwart                 |           |
| 176 01           | Schwarzenau              | Waldhausen               | 0,000   | 34,101  | 34,101  | Schwarzenau              |           |
| 181 01           | Korneuburg               | Rückersdorf-Harmannsdorf | 0,000   | 8,617   | 8,617   | Laa an der Thaya         |           |
| 187 01           | Laa an der Thaya         | (Zellerndorf)            | 82,460  | 82,275  | 27,513  | Laa an der Thaya         |           |
| 187 01           | Laa an der Thaya         | (Zellerndorf)            | 2,063   | 0,000   | 27,513  | Laa an der Thaya         |           |
| 187 01           | Laa an der Thaya         | (Zellerndorf)            | 133,402 | 158,667 | 27,513  | Laa an der Thaya         |           |
| –                |                          |                          |         | Gesamt  | 103,923 |                          |           |

#### Zugleitbetrieb mit Streckensicherung und Zugleitfunk
Mit dieser Betriebsform ist nur eine einzige Strecke ausgestattet.
| Strecken- nummer | von Betriebsstelle | bis Betriebsstelle     | von km | bis km | Länge  | Zugleitbahnhof    | Anmerkung |
| ---------------- | ------------------ | ---------------------- | ------ | ------ | ------ | ----------------- | --------- |
| 163 01           | Bad Fischau-Brunn  | Puchberg am Schneeberg | 4,573  | 28,205 | 23,632 | Bad Fischau-Brunn |           |
| –                |                    |                        |        | Gesamt | 23,632 |                   |           |